# Ulf Fredin
Ulf Seth Göran Fredin, född den 5 januari 1938 i Bollnäs, är en svensk bandyspelare.
Ulf Fredin är bandyuppfostrad i Bollnäs och gjorde A-lagsdebut som 16-åring 1954. Förutom Bollnäs GoIF representerade Ulf IK Sirius under sin aktiva karriär. Fredin har spelat sex SM-finaler varav fyra vinster. Han har även spelat tennis samt division 2-ishockey med IF Vallentuna BK

## Meriter
- Fem VM-turneringar mellan 1961 och 1969
- 45 A- och 3 U-landskamper.
- Sex SM-finaler varav fyra guld 1956, 1961, 1966 och 1968.
- Årets man i svensk bandy 1966 och 1968.
- Stor grabb i bandy nr 119.

## Klubbar
- Bollnäs GoIF 1955-1959
- IK Sirius 1960-1971